# Porva
Porva is een plaats (község) en gemeente in het Hongaarse comitaat Veszprém. Porva telt 507 inwoners (2001).